# Giacomo Busiello
Giacomo Busiello (Napoli, 28 marzo 1914 – ...) è stato un calciatore e allenatore di calcio italiano, di ruolo centrocampista.

## Carriera
Cresciuto nelle giovanili del Napoli, debuttò in Serie A il 29 aprile 1934 in Milan-Napoli (0-2). Collezionò tre presenze in massima serie, proseguendo la carriera nel Benevento e nell'Ilva Bagnolese. Nel 1938 si trasferì al Savoia, dove rimase fino al termine della carriera, nel 1948.

## Palmarès

### Allenatore

#### Competizioni regionali
- Promozione: 1

Torrese: 1953-1954